# Ставер, Евгений Юрьевич
Евге́ний Ю́рьевич Ста́вер (род. 16 февраля 1998, Иркутск) — российский футболист, вратарь клуба «Рубин».

## Клубная карьера
Родился в Иркутске.
Футболом начал заниматься в школе иркутского «Зенита», первый тренер Дмитрий Дмитриевич Волков.
В начале 2014 года перешёл в молодёжную команду клуба «Байкал».
В январе 2017 года пополнил состав молодёжной команды «Витязя».
В июле 2017 вошел в систему клуба «Сибирь». 
25 апреля 2019 года в матче первенства ПФЛ против иркутского «Зенита» дебютировал в профессиональном футболе за «Сибирь-2».
28 июня 2019 года на правах свободного агента присоединился к «Новосибирску».
8 июля 2021 года подписал контракт с клубом «Олимп-Долгопрудный». 14 августа 2021 года дебютировал в Первой лиге в матче против «Енисея».
21 февраля 2022 года вернулся в «Новосибирск» на правах аренды.
19 июля 2022 года перешёл в «Енисей». По итогам сезона 2022/23 с «Енисеем» занял 4-е место, что позволило команде сыграть в стыковых матчах с клубом «Факел» за право участия в РПЛ. Однако, уступив по сумме встреч (0:3), команда продолжила выступление в Первой лиге.
25 июня 2024 года пополнил состав клуба «Рубин». 30 июля 2024 года дебютировал за команду в матче Кубка России против «Акрона». 3 августа 2024 года дебютировал в чемпионате России в матче против «Химок».

## Карьера в сборной
В марте 2025 года был впервые вызван в основную сборную России.

## Статистика выступлений
| Выступление        | Выступление      | Выступление      | Лига | Лига | Кубки | Кубки | Стыковые матчи | Стыковые матчи | Итого | Итого |
| Клуб               | Лига             | Сезон            | Игры | Голы | Игры  | Голы  | Игры           | Голы           | Игры  | Голы  |
| ------------------ | ---------------- | ---------------- | ---- | ---- | ----- | ----- | -------------- | -------------- | ----- | ----- |
| Сибирь-2           | ПФЛ              | 2018/19          | 4    | −6   | —     | —     | —              | —              | 4     | -6    |
| Сибирь-2           | Итого            | Итого            | 4    | −6   | —     | —     | —              | —              | 4     | -6    |
| Новосибирск        | ПФЛ              | 2019/20          | 10   | −12  | 0     | 0     | —              | —              | 10    | -12   |
| Новосибирск        | ПФЛ              | 2020/21          | 6    | −3   | 0     | 0     | —              | —              | 6     | -3    |
| Новосибирск        | Итого            | Итого            | 16   | −15  | 0     | 0     | —              | —              | 16    | -15   |
| Олимп-Долгопрудный | Первый дивизион  | 2021/22          | 19   | −17  | 0     | 0     | —              | —              | 19    | -17   |
| Олимп-Долгопрудный | Итого            | Итого            | 19   | −17  | 0     | 0     | —              | —              | 19    | -17   |
| → Новосибирск      | Второй дивизион  | 2021/22          | 8    | −6   | 0     | 0     | —              | —              | 8     | -6    |
| → Новосибирск      | Итого            | Итого            | 8    | −6   | 0     | 0     | —              | —              | 8     | -6    |
| Енисей             | Первая лига      | 2022/23          | 13   | −14  | 0     | 0     | 2              | −3             | 15    | -17   |
| Енисей             | Первая лига      | 2023/24          | 29   | −31  | 1     | −1    | —              | —              | 30    | -32   |
| Енисей             | Итого            | Итого            | 42   | −45  | 1     | −1    | 2              | −3             | 45    | -49   |
| Рубин              | РПЛ              | 2024/25          | 28   | −39  | 4     | −3    | —              | —              | 32    | -42   |
| Рубин              | РПЛ              | 2025/26          | 5    | −8   | 0     | 0     | —              | —              | 5     | -8    |
| Рубин              | Итого            | Итого            | 33   | −47  | 4     | −3    | —              | —              | 37    | -50   |
| Всего за карьеру   | Всего за карьеру | Всего за карьеру | 122  | −136 | 5     | −4    | 2              | −3             | 129   | -143  |

## Достижения
«Новосибирск»
- Бронзовый призёр ПФЛ (зона «Восток»): 2019/20